# Dolichoderus bispinosus
Dolichoderus bispinosus is een mierensoort uit de onderfamilie van de Dolichoderinae. De wetenschappelijke naam van de soort is voor het eerst geldig gepubliceerd in 1792 door Guillaume-Antoine Olivier.